# Farní sbor Českobratrské církve evangelické v Ostravě
Farní sbor Českobratrské církve evangelické v Ostravě je sborem Českobratrské církve evangelické v Ostravě. Sbor spadá pod Moravskoslezský seniorát.
Kristův kostel, který patří také Farnímu sboru Slezské církve evangelické augsburského vyznání, a sborový dům se nachází na Husově náměstí.
Farářkami sboru jsou Ewa M. Jelinek (původem z české menšiny v Polsku ze Zelova) a Eliška Geislerová, kurátorem sboru je Jaroslav Korbel.

## Historie
Samostatný sbor byl zřízen v roce 1920 a prvním farářem byl zvolen František Polák. Bohoslužby se konaly v Kristově kostele. Za působení faráře Jaroslava Kantorka sboru patřily kazatelské stanice v Hrušově, Kunčičkách, Opavě, Šenově a Vítkovicích. V roce 1928 byl postaven sborový dům se Sálem Třanovského (který dodnes v zimním období slouží mimo jiné jako bohoslužebný prostor). V roce 1941 bylo zřízeno druhé duchovenské místo. Po druhé světové válce a likvidaci německého sboru vznikl nový sbor augsburského vyznání a majetek bývalé německé církve a. v. jako konfiskát zůstal majetkem státním a byl propůjčen oběma sborům ke společnému užívání s rovnými právy a povinnostmi. Z kazatelských stanic v Opavě, Šenově a Vítkovicích vznikly samostatné sbory: Farní sbor Českobratrské církve evangelické v Opavě a Farní sbor Českobratrské církve evangelické v Šenově u Ostravy. Farní sbor v Ostravě-Vítkovicích byl v roce 1999 znovu sloučen se sborem v Ostravě. Do té doby tam působili faráři Jiří Lejdar a Ludvík Klobása, vikář Petr Firbas a tehdejší jáhen Roman Mazur. V březnu 2009 byl kostel bezúplatně převeden farním sborům Českobratrské církve evangelické a Slezské církve evangelické augsburského vyznání.

## Faráři sboru
- František Polák (1920–1924)
- Jaroslav Kantorek (1925–1952)
- Jan Košťál (1952–1957)
- Karel Veselý (1957–1979)
- Josef Hromádka (1959–1962)
- Ludvík Klobása (1968–1994)
- Petr Firbas (1983–1992)
- Pavel Hříbek (1993–1994)
- Roman Mazur (1996–2004 jako jáhen, 2004–2006 jako farář)
- Aleš Wrana (1998–2014)
- Ewa M. Jelinek (2011–)
- Pavel Šindler (2016–2021)
- Eliška Geislerová (2023–)